# Achatiuskirche
Achatiuskirche oder Sankt-Achatius-Kirche – kurz auch Achazkirche oder Sankt-Achaz-Kirche – werden Kirchenbauten genannt, die in aller Regel das Patrozinium des Märtyrers Achatius von Armenien tragen, der als einer der Vierzehn Nothelfer verehrt wird. Außerhalb des deutschen Sprachraums wird der Name Achatius in der Regel als Acacius oder Akakios wiedergegeben, so dass im Deutschen auch jene zahlenmäßig geringen Kirchen Achatiuskirche heißen, die weltweit den Heiligen Achatius Klimax, Achatius von Byzanz, Akakios von Melitene, Akakios Agathangelos geweiht sind.

## Liste der Kirchen und Kapellen

### Deutschland
- St. Achatius (Atteln) in Lichtenau, Nordrhein-Westfalen
- Kapelle St. Achatius (Grünsfeldhausen) in Grünsfeld, Baden-Württemberg
- St. Achatius (Mainz)-Zahlbach, Rheinland-Pfalz
- St. Achaz (München) in München-Sendling, Bayern
- St. Achatius (Oberulrain) in Neustadt an der Donau, Bayern
- St. Achatius (Niederhausen) in Rheinhausen, Baden-Württemberg
- St. Achatius (Stukenbrock-Senne), Nordrhein-Westfalen
- St. Achatius (Wasserburg am Inn), Bayern

### Österreich
Kärnten
- Kapelle Guttaring

Niederösterreich
- Pfarrkirche Kottingbrunn

Salzburg
- Pfarrkirche Ramingstein

Steiermark
- Stadtpfarrkirche Schladming